# Ordrupia fanniella
Ordrupia fanniella is een vlinder uit de familie van de Copromorphidae. De wetenschappelijke naam van de soort is voor het eerst geldig gepubliceerd in 1912 door Busck.